# Ковшар Станіслав Вікторович
Станіслав Вікторович Ковшар — солдат ОЗСП АЗОВ, захисник Маріуполя.

## Життєпис
Народився 9 вересня 1996 в місті Київ. Навчався у гімназії ім. Т.Г. Шевченка № 109. Вивчав французьку, англійську та німецьку мови. Тричі проходив вишкіл в одному з найкращих таборів «Козацька фортеця» на Черкащині. Мав зріст 195 сантиметрів . 
Закінчив факультет соціології Київського національного університету. На третьому курсі в 2017 році влаштувався на фірму з виробництва та продажу спецодягу для військових, рибалок і мисливців «PROF1GROUP». Працював із сайтом. 
У 2019-му пройшов медичні курси Червоного Хреста. У 2020 підписав контракт із полком «Азов». Був парамедиком роти .
Загинув в місті Маріуполь під час переправи до заводу «Азовсталь». Перебував у останній групі, яка прикривала відхід побратимів .
Залишилися батьки та кохана дівчина. Нагороджений орденом «За мужність» ІІІ ступеня та медаллю "Честь. Слава. Держава" .
Тіло загиблого досі не повернули додому
Батько Віктор Ковшар 25 лютого 2022-го пішов на збірний пункт в Голосіївському районі. Спочатку служив у Київській ТРО, а потім — у ЗСУ. Батько «Барда» воював 22 місяці на фронті .